# Direct Hit!
Direct Hit! is een Amerikaanse poppunkband afkomstig uit Milwaukee, Wisconsin die is opgericht in 2007 door zanger en gitarist Nick Woods. De band bestaat uit Nick Woods, Danny Walkowiak, Devon Kay, en Steve Maury, en staat onder contract bij het label Fat Wreck Chords.

## Geschiedenis
Toen Woods in 2007 met zijn band The Box Social speelde, kreeg hij het idee om een poppunkband op te richten en met deze band voornamelijk ep's uit te gaan geven. Tussen 2008 en 2010 bracht Direct Hit! een serie van vijf ep's uit die gratis als muziekdownload beschikbaar waren. Daarnaast nam de band een splitalbum met de band Mixtapes op, waarna Direct Hit! een contract tekende bij het label Kind of Like Records.
Vier jaar na de oprichting van Direct Hit! werd in 2011 het debuutalbum van de band uitgegeven. Dit album bestaat uit tien opnieuw opgenomen populairste nummers van de band. Het album werd uitgegeven door Kind of Like Records op 2 augustus 2011 in zowel cd- als lp-formaat.
Tussen 2011 tot en met 2013 nam de band nog vijf meer splitalbums met andere bands op totdat de band uiteindelijk begon met het opnemen van een tweede studioalbum. Het conceptalbum werd getiteld Brainless God en uitgegeven door het label Red Scare Industries in 2013.
In maart 2016 maakte de band bekend dat ze een contract hadden getekend bij het label Fat Wreck Chords. Het derde studioalbum van Direct Hit! werd getiteld Wasted Mind en zou worden uitgegeven door het label op 24 juni 2016. Het debuutalbum van Direct Hit! werd heruitgegeven door Fat Wreck Chords op 14 april 2017.

## Huidige leden
- Nick Woods - zang, gitaar (2007-heden)
- Danny Walkowiak - drums (2007-heden)
- Devon Kay - gitaar, achtergrondzang (2011-heden)
- Steve Maury - basgitaar, achtergrondzang (2013-heden)

## Discografie
Studioalbums
- Domesplitter (2011)
- Brainless God (2013)
- Wasted Mind (2016)
- Crown of Nothing (2018)

Verzamelalbums
- More of the Same (2015)